# Janita

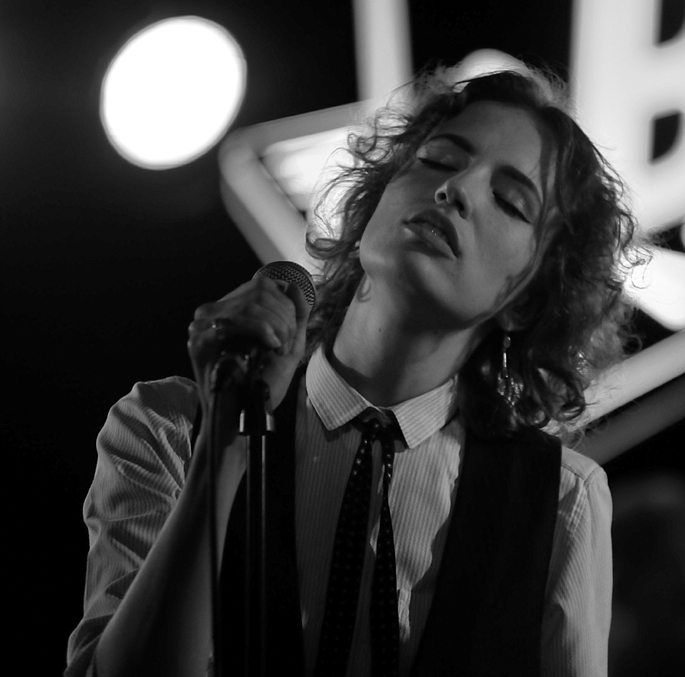
Janita (2011)

Janita Maria Ervi (* 28. Dezember 1978 in Helsinki) ist eine finnische Soul- und R&B-Sängerin. Nachdem sie ihre Karriere in Finnland gestartet hatte, zog sie nach New York, wo sie vier englischsprachige Musikalben aufgenommen hat. Sie hat zweimal den finnischen Emma Award gewonnen.

## Diskographie
- I'll Be Fine (2001)
- Seasons Of Life (2006)
- Haunted (2009)
- Didn't You, My Dear (2015)
- Here Be Dragons (2021)